# 學校怪談 (電影)
《學校怪談》，由常光徹的原著小說改編。
東寶電影公司於1995年到1999年間總共製作了四部電影作品，一般稱為學校怪談系列；日本於2004年發行特別版DVD。

## 1995年電影版
本片榮獲1996年第19屆日本電影金像獎最佳劇本及最佳美術提名。

### 劇情
一年一度的暑假到來，2年級女生美夏回家途中因為忘記帶畫具而返回學校，卻意外看見一隻會自己蹦跳的足球。美夏跟著足球走入舊校舍，一去不返。之後美夏的姐姐5年級學生亞樹來到學校尋找，結果與將太、研輔、阿一以及6年級的香織被關在舊校舍內，走投無路，更遭遇了懸浮空中的紅色妖怪。隨著夜幕降臨，各種恐怖的超自然現象接連在少年們的身邊發生...

### 演員
- 野村宏伸（日语：野村宏伸）：小向伸一
- 杉山亞矢子（日语：杉山亜矢子）：中村由美子
- 遠山真澄：篠田亞樹
- 米澤史織（日语：米澤史織）：篠田美夏
- 熱田一（日语：熱田一）：中村研輔
- 塚田純一郎：瀨川將太
- 町田耕平：千葉均
- 町田昇平：千葉一
- 岡本綾（日语：岡本綾）：小室香織
- 佐藤正宏（日语：佐藤正宏）：クマヒゲ

### 獎項
入圍
- 第19屆日本電影金像獎（1996年）[2]

- 「最佳劇本獎」：奧寺佐渡子
- 「最佳美術獎」：中澤克巳

獲獎
- 第13屆Golden Gross獎（日语：ゴールデングロス賞）（1995年）

- 「優秀銀獎」
- 「話題獎」

## 1996年電影版
本片榮獲1997年第39屆藍絲帶獎最佳女配角（岸田今日子）。

### 劇情
春休假期，東京某小學的學生在小田桐理香老師的帶領下來到一座寺院宿營。男孩女孩們歡聲笑語，吵鬧不斷；寺院住持慈祥可親，平易近人。宿營的最後一日4月4日，作為宿營的保留節目，夜晚的試膽遊戲自然必不可少。孩子們用心準備，而寺院小偷淺野和成則趁亂盜走這裡的鎮山之寶。一名學生進入附近的小學，意外中止了鐘樓的齒輪。黑暗瞬間籠罩這座小山，誤打亂撞進入校舍的直彌、阿司等人以及小偷將遭遇人面犬、花子等傳說中的惡靈。百鬼夜行，恐怖之夜拉開序幕...

### 演員
- 野村宏伸（日语：野村宏伸）：淺野和成
- 西田尚美：小田桐理香
- 岸田今日子：常盤靜子
- 米倉齊加年（日语：米倉斉加年）：真行
- 細山田隆人（日语：細山田隆人）：加賀直彌
- 前田亞季：今井七子
- 竹中夏海（日语：竹中夏海）：稻葉杏子
- 太田翔平（日语：太田翔平）：三好憲
- 阿部大和：小田桐司
- 日吉孝明（日语：日吉孝明）：ヨシオ
- 皆川香澄：ハルエ

### 獎項
獲獎
- 第39屆藍絲帶獎（1997年）

- 「最佳女配角獎」：岸田今日子

- 第14屆Golden Gross獎（日语：ゴールデングロス賞）（1996年）

- 「優秀銀獎」

## 1997年電影版
本片榮獲1998年第21屆日本電影金像獎最佳新演員（西田尚美）。

### 劇情
槙町小學流傳著一個悲慘恐怖的傳說，20年前曾有一個名叫大志的男孩因為體弱多病而無法參加學校的運動會，後來他死後亡靈就寄宿在一面鏡子中。據說之後的運動會上，如果有學生不慎摔倒，他們將可能被大志帶走。新一年的運動會過後，愛好拳擊的八橋老師意外從儲藏室翻到了大志之鏡，不知就裡的她將鏡子搬到自己的辦公室。而這一切偏巧被繭子和茜看到。偏偏運動會上繭子和良這對組合意外摔倒。為防止大志作亂，繭子、茜、良以及小胖子真琴相約夜潛校舍。他們將經歷前所未有的魔幻大冒險...

### 演員
- 西田尚美：八橋薰
- 黑木瞳：久保田真知子
- 吉澤拓真（日语：吉澤拓真）：久保田良
- 前田亞季：藤井繭子
- 比嘉武尊（日语：比嘉武尊）：大志
- 米澤史織（日语：米澤史織）：佐藤茜
- 山田一統（日语：山田一統）：太田真琴
- 豐永利行：木村悟
- 野口由佳（日语：野口由佳）：木村柚香

### 獎項
獲獎
- 第21屆日本電影金像獎（1998年）[5]

- 「最佳新演員獎」：西田尚美

## 1999年電影版

### 劇情
新一年的暑假到來，恆與彌惠兩兄妹來到海濱小鎮戶野崎的叔叔家度假。剛來的第一天，他們就趕上了一場罕見的大颱風。聽親戚孩子說，每當颱風登陸時，大海裡的亡靈將會登陸上岸。看似是一個沒有根據的傳說，但是從這一天開始，鎮上的孩子就接連看到奇怪的景象，比如躲在水里玩捉迷藏的兒童鬼魂，開往大海的死亡列車...與此同時，孩子們也接二連三地失踪。這些都讓他們想起很久以前的一段往事，許多年前，鎮上的小學建在大海邊。某天，幾名學生在空蕩蕩的校舍裡玩捉迷藏，誰知卻遇上史無前例的大海嘯，孩子們連同校舍全部葬身海底。似乎，這幾個死去的學生仍想繼續他們未完成的遊戲...

### 演員
- 豐田真唯（日语：豊田眞唯）：安西彌惠
- 廣瀨斗史輝（日语：広瀬斗史輝）：安西恆
- 笑福亭松之助（日语：笑福亭松之助）：關川幸一
- 原田美枝子：國見晴美
- 皆川優紀：國見步
- 坂井英人：榆林周治
- 竹島由夏：保科須美子
- 久保孝則：菊池倫平
- 長者康之：米山恭一
- 塚田光（日语：塚田光）：野野井護
- 根岸季衣（日语：根岸季衣）：周治的母親
- 森安加代子（日语：森安加代子）：花村雪
- 澀谷桃子（日语：渋谷桃子）：麻子
- 春名美咲（日语：春名美咲）：小榮
- 福田亮太（日语：福田亮太）：關川幸一（童年）
- 內海卓哉：町田進
- 小此木優也：岡井哲男

## 外部連結
- 互联网电影数据库（IMDb）上《學校怪談》的资料（英文）
- 互联网电影数据库（IMDb）上《學校怪談2》的资料（英文）
- 互联网电影数据库（IMDb）上《學校怪談3》的资料（英文）
- 互联网电影数据库（IMDb）上《學校怪談4》的资料（英文）